# جبال ميثريم
جبال ميثريم (باللاتينية: Mithrim Montes) هي سلسلة جبلية على تيتان أكبر أقمار زحل. تقع بالقرب من خط استواء تيتان، بين 1-3° جنوبًا و126-8° غربًا. وهي تقع داخل منطقة زانادو. أعلى قمة يبلغ ارتفاعها حوالي 3,337 م (10,948 قدم) وتقع في أقصى جنوب السلسلة؛ وهي أعلى قمة معروفة على تيتان.
سُميت جبال ميثريم على اسم جبال ميثريم وهي سلسلة جبلية في العالم الخيالي الأرض الوسطى لجون آر. آر. تولكين. وذلك حسب الاتفاقية بأن تُسمى جبال تيتان على أسماء الجبال في أعمال تولكين. تم الإعلان عن الاسم رسميًا في 13 نوڤمبر 2012.